# Pedro Segura y Sáenz

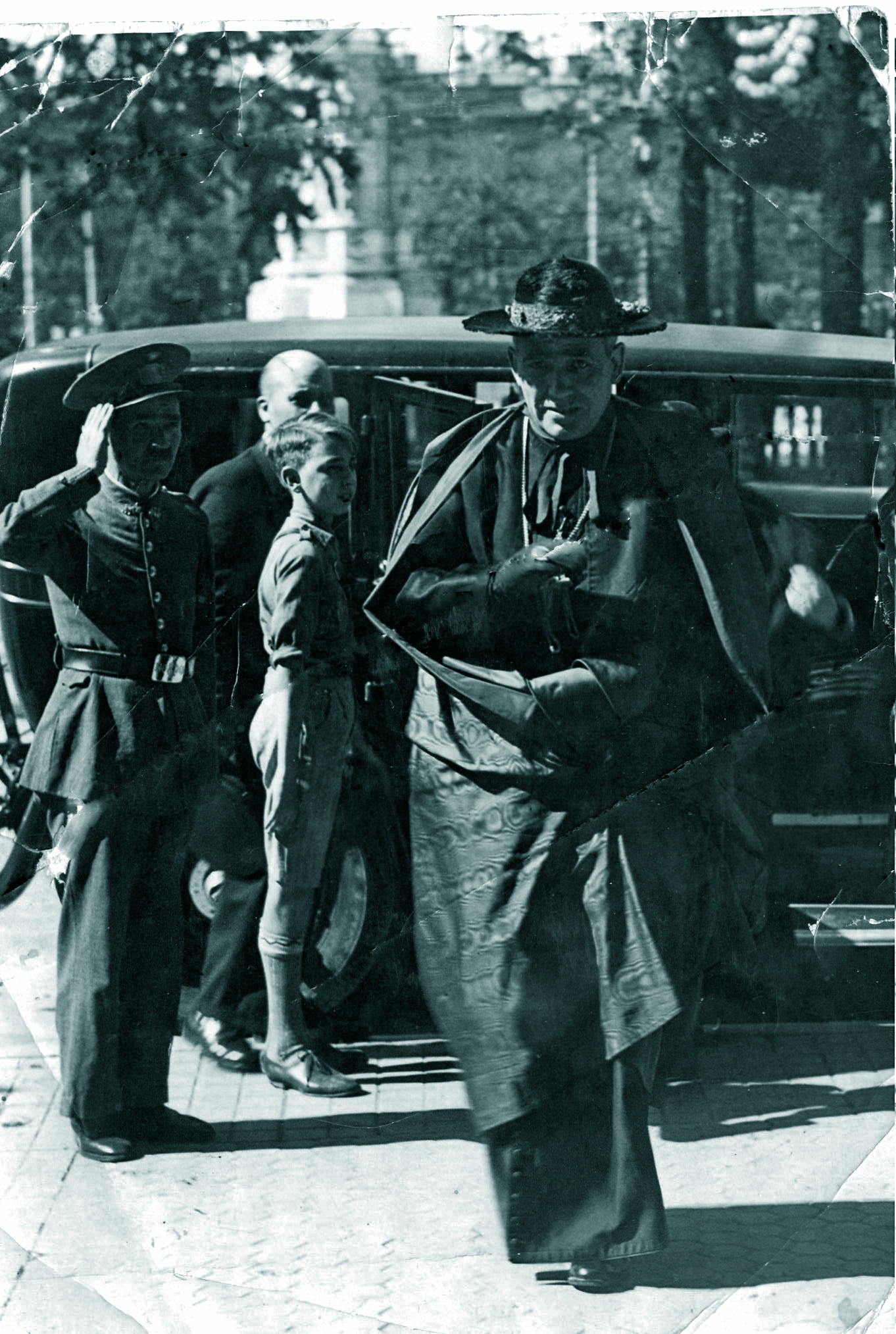
Pedro Segura a Sevilla, fotografia feta al voltant de l'any 1950

Pedro Segura y Sáenz (Carazo, Burgos, 4 de desembre de 1880 - Madrid, 8 d'abril de 1957) va ser un religiós espanyol, membre de la jerarquia eclesiàstica, va ser cardenal i primat d'Espanya fins a la seva destitució el 1931. Des de 1937 fins a la seva defunció va ser arquebisbe de Sevilla, per bé que des de 1954 en unes circumstàncies anòmales.

## Biografia
D'origen humil, els seus pares eren mestres. Va estudiar al col·legi dels escolapis de San Pedro de Cardeña, al Seminari Menor de Burgos i a la Universitat Pontifícia de Comillas. Va ser ordenat sacerdot el 9 de juny de 1906 i destinat com a ecònom a la parròquia de Salas de Bureba on romangué fins al 1909 que fou nomenat professor de dret canònic, llatí i grec de la Universitat Pontifícia de Burgos. A Comillas s'havia doctorat en teologia (1906), dret canònic (1908) i filosofia (1911). L'any 1912 obtingué per oposició el càrrec de canonge de la catedral de Valladolid i fou nomenat professor de dret canònic i de filosofia i cap d'estudis de la Universitat Pontifícia d'aquesta ciutat. El 1916, a Comillas, és consagrat bisbe titular d'Apollonia i nomenat bisbe auxiliar de Valladolid. El 1920 és preconitzat bisbe de la diòcesi de Coria (Càceres), on roman fins al 1927. És en aquest període a Coria on té ocasió de conèixer Alfons XIII, quan l'acompanya a la visita que el rei realitza el 1922 a la comarca de Las Hurdes. El seu caràcter enèrgic va impressionar molt favorablement al rei i aconseguí que s'atorguessin importants ajudes en dotacions i serveis a la citada comarca que fos creat un patronat per a fomentar el seu desenvolupament. L'1 d'abril de 1923 va fundar el diari Extremadura.
El desembre de 1926 és nomenat arquebisbe de Burgos, tot retenint la seu de Coria. L'any següent, a la mort del cardenal Enric Reig i Casanova, el papa Pius XI el trasllada a la seu primada de Toledo i el crea cardenal del títol de S. Maria in Trastevere. El birret cardenalici li és imposat a Madrid pel mateix rei Alfons XIII, en una cerimònia davant tota la cort celebrada en el Palau d'Orient el dia de Nadal de 1927. Només tenia 47 anys, de manera que esdevingué el membre més jove del Col·legi Cardenalici.
Home de gran rectitud, fort caràcter, catòlic intransigent, ultraconservador, oposat al feixisme i cap sense tacte diplomàtic, s'ha dit d'ell que «solament va inclinar el seu front davant el Papa». Aquestes qualitats, unides a la seva fidelitat a ultrança a la monarquia li durien aviat a enfrontaments amb els poders establerts, primer amb les autoritats de la República, més tard amb la dictadura del general Franco i en més d'una ocasió amb la mateixa Santa Seu. El 1931, poc més de quinze dies després de la proclamació de la República, llançà una violenta diatriba contra el règim tot just establert, afirmant en una pastoral: «Quan els enemics del regnat de Jesucrist avancen resoltament, cap catòlic no pot romandre inactiu».
El 13 de maig de 1931 va marxar a Roma i en va tornar el 9 de juny, però quatre dies més tard fou detingut i expulsat d'Espanya. Poc temps després s'intervingueren uns documents al bisbe de Vitòria, quan aquest anava a travessar la frontera, pels quals Segura ordenava la venda de béns eclesiàstics a Espanya i la tramesa del producte fora del país. Aquests fets causaren que el Govern republicà pressionés la Santa Seu perquè se'l substituís en l'arxidiòcesi de Toledo. Segura, assabentat d'aquestes gestions, s'hi havia anat resistint, però finalment envià una carta a Pius XI posant a la seva disposició el càrrec. El papa acceptà la dimissió i el cardenal, després de passar per Baiona i Lisieux, fou incorporat a la cúria romana on romangué fins a l'any 1937 amb funcions indeterminades.

## Bisbe de Sevilla
Després de la defunció el 10 d'agost de 1937 del cardenal Ilundain, Segura és designat per a l'arxidiòcesi de Sevilla, de la qual pren possessió el 2 d'octubre d'aquest mateix any. Allí va fer bona amistat amb el general Gonzalo Queipo de Llano. A Sevilla es feu palesa la intransigència de Segura, el qual va arribar a prohibir, amb l'aquiescència de Queipo, l'assistència a balls o a sessions de cinema. El 1939 participà en el conclave que elegí el papa Pius XII.

## La seva relació ambFrancisco Franco[2]
Però molt aviat el cardenal seria una de les poques veus discordants dintre d'una església catòlica molt identificada amb la dictadura franquista. Els seus enfrontaments amb el dictador van ser molts i per molt diversos motius. Els més coneguts fou la seva oposició a l'entrada sota pal·li de Franco en les esglésies i catedrals de la seva jurisdicció, arribant a amenaçar amb l'excomunió a qui ho permetessin; la negativa, en contra de l'ordenat per la dictadura, que s'instal·lessin plaques en els murs de la catedral i parròquies de la diòcesi amb els noms dels Caiguts per Déu i per la Pàtria, fet que va provocar la ira dels falangistes qui, en represàlia, pintaven periòdicament el símbol del jou i les fletxes als murs del palau arquebisbal sevillà.
Per altra banda, en les seves sabatines mai faltaven les crítiques al règim en general i fins i tot als seus jerarques en particular. Aquesta conducta, insòlita en uns temps que la unitat de pensament era la norma i la crítica gairebé no existia. En concret a l'abril i maig de 1940, el governador civil de Sevilla, envia a Franco notes preses d'un dels sermons, on el cardenal proclamava que en la literatura clàssica, els cabdills eren els "caps d'una banda de foragitats" i que en els escrits de sant Ignasi de Loiola, "cabdill" era sinònim de "diable". Això va donar lloc que Franco, com abans havia fet la República, ordenés la seva expulsió d'Espanya, tot i que al final no gosà dur-la a terme. També havia denunciat la tolerància del règim envers els protestants i els jueus, però per contra també havia blasmat les excel·lents relacions del franquisme amb l'Alemanya nazi.

### El viatge de Franco del 1948
La tardor de 1948, Franco va viatjar a Andalusia, en el curs del qual s'havia d'inaugurar un monument al Sagrat Cor a San Juan de Aznalfarache, pròxim a Sevilla. Franco havia d'assistir a la inauguració i després a un banquet oficial. En la negociació del protocol corresponent, el cardenal afirmà que només podia cedir la presidència que li corresponia a un rei, reina, cap d'Estat o un príncep hereu, però no a l'esposa de Franco, Carmen Polo.
Les gestions del govern de Franco davant el Vaticà van fer que, el novembre de 1954, mentre el cardenal es trobava de visita a Roma, la Santa Seu designés José María Bueno Monreal com a arquebisbe coadjutor amb dret a successió de l'arxidiòcesi de Sevilla, mentre que es rebaixaven a Segura molts dels poders que exercia. El 1956 Bueno fou nomenat administrador apostòlic sede plena de l'arxidiòcesi, per la qual cosa, fins a defunció de Segura, hi va haver a Sevilla de facto dos arquebisbes.

## Defunció i soterrament en el monument al Sagrat Cor
Va morir a Madrid el 8 d'abril de 1957, i en compliment de la seva última voluntat el seu cadàver va ser traslladat a Sevilla on, per ordre del mateix general Franco en un acte de gran hipocresia envers qui havia estat el seu enemic, se li van rendir honors de capità general. Va ser enterrat al costat de la resta de la seva família en la cripta del monument al Sagrat Cor de Jesús situat en la localitat sevillana de San Juan de Aznalfarache. Aquest monument, encàrrec en vida del cardenal a l'arquitecte sevillà Aurelio Gómez Millán i acabat en 1948 sobre un pujol que domina la ciutat de Sevilla, és un complex funerari-religiós funcional depenent de l'arxidiòcesi de Sevilla.